# Дејан Мелег
Дејан Мелег (Бачки Јарак, 1. октобар 1994) је српски фудбалер. Игра на средини терена. 

## Клупска каријера
Мелег је прошао млађе категорије новосадске Војводине, а за први тим је дебитовао у јесен 2012. када је забележио седам првенствених наступа. У јануару 2013. године прешао је у Ајакс из Амстердама са којим је потписао трогодишњи уговор. За први тим четвороструког првака Европе није одиграо ниједан меч, али је зато за млади тим холандског клуба забележио 30 наступа и постигао 12 голова. Од јула 2014. до марта 2015. године био је на позајмици у Камбуру, за који је на 10 утакмица постигао један погодак. 
Почетком јануара 2016. године се вратио у Војводину. У свом другом мандату у новосадском клубу је оставио далеко већи утисак. Стигао је до капитенске траке, а у наредних сезону и по колико је провео у овом клубу је одиграо 47 првенствених утакмица на којима је постигао 14 голова.
У јуну 2017. године потписао је трогодишњи уговор са турским прволигашем Кајзеријем. За турски клуб у сезони 2017/18. није одиграо ни један меч у првенству, а своје једине наступе је имао у купу где је одиграо четири сусрета. Након једне сезоне је раскинуо уговор са Кајзеријем.
У јуну 2018. године потписао је четворогодишњи (3+1) уговор са Црвеном звездом. Током првог дела сезоне 2018/19. је одиграо укупно седам утакмица за Црвену звезду, без постигнутог гола. Тренер Владан Милојевић га није користио у битнијим мечевима у Европи. Одиграо је само један меч у квалификацијама за Лигу шампиона, и то против Спартакса на Маракани. Доласком Ебисилија, а посебно Марка Марина пао је у други план. Дана 25. јануара 2019. године одлази на шестомесечну позајмицу у грчки Левадијакос. Након истека позајмице, вратио се у Црвену звезду. Почетком јула 2019, Црвена звезда га поново шаље на позајмицу, овога пута у Раднички из Ниша. Након сезоне у Радничком, Мелег се вратио у Црвену звезду, са којом је убрзо и раскинуо уговор.
Средином октобра 2020. године је потписао уговор са бањалучким Борцем. Са Борцем је освојио босанскохерцеговачку Премијер лигу у сезони 2020/21. У септембру 2022. је напустио Борац и потписао за египатски Енпи.

## Репрезентација
Мелег је са репрезентацијом Србије до 19 година постао првак Европе 2013. године на Европском првенству до 19 година у Литванији.
У мају 2017. године, селектор репрезентације Србије до 21. године Ненад Лалатовић је уврстио Мелега на коначни списак играча за Европско првенство 2017. године у Пољској. Србија је такмичење завршила већ у групној фази након што је из три меча имала два пораза и један нерешен резултат, а Мелег није улазио у игру на првенству.

## Успеси

### Клупски
Борац Бања Лука
- Премијер лига БиХ (1): 2020/21.

### Репрезентативни
Србија до 19
- Европско првенство до 19 година (1): 2013.